# Де Кастилья, Габриэль
Габриэль де Кастилья (исп. Gabriel de Castilla; около 1577, Паленсия, Кастилия и Леон — около 1620, Лима, Вице-королевство Перу) — испанский исследователь и мореплаватель периода Золотого века Испании. Вместе с голландским моряком Дирком Герритсом Помпом считается одним из первых европейцев, увидевших Антарктиду, а именно Южные Шетландские острова в начале XVII века.

## Биография
Родился в семье Алонсо де Кастилья-и-Карденаса и его жены Леонор де ла Мата. В юности он отправился в Новую Испанию, где служил артиллерийским офицером. В 1596 году ему было присвоено звание генерала. Чилийский губернатор Мартин Гарсия Уньес де Лойола назначил его командиром эскадры.
В 1603 году Кастилья был отправлен на юг из Вальпараисо с тремя кораблями для отражения атак голландских каперов в морях к югу от Чили. При этом Кастилья попал в южные воды (64° ю. ш.) за проливом Дрейка. После Габриэля де Кастильи только в 1773 году Джеймс Кук вновь проник в ещё более южные районы под 71°; таким образом, Кастилья стал первым мореплавателем, достигшим Южного океана.
Считается, что в ходе этой экспедиции он также обнаружил землю; таким образом, Кастилья также может считается одним из потенциальных первооткрывателей Южных Шетландских островов и возможно был первым европейцем, открывшим сушу, относящуюся к Антарктическому континенту. Голландский моряк Дирк Герритц, возможно, открыл тот же архипелаг ещё в 1599 году, но его открытие также оспаривается.
В его честь названа испанская антарктическая исследовательская станция Габриэль де Кастилья на острове Десепшн в архипелаге Южных Шетландских островов. Станция работает только летом и была открыта антарктическим летом 1989/90 года. Кроме того, его именем назван пролив Пасо де Кастилья у побережья Данко около Земли Грейма на Антарктическом полуострове.